# ネージュ・パルファン
ネージュ・パルファンは、バラの栽培品種の1つ。1942年にフランスで、シャルル・マルランによって作出された。
ハイブリッド・ティー系の四季咲き・直立性のバラ。交配種は、(Joanna Hill×(White Ophelia×実生))である。樹高1.2m、株張りは100cmになる。半剣弁高芯咲きのの白バラで、咲き始めは花の中心部がクリーム色をしているが、開ききると純白になる。中大輪種で、花径は10-12cm、花付きがよく、数輪で房咲きになることもある。花弁数は30-35枚程度。弁質は非常に良い。ハイブリッド・ティー系のバラの中では屈指の香り高い芳香がある。香りの質はダマスク系。新葉は銅色を帯びている。棘は少な目。強健種と評価されている。古い品種だが、いまだに人気がある。